# Rinus Gerritsen

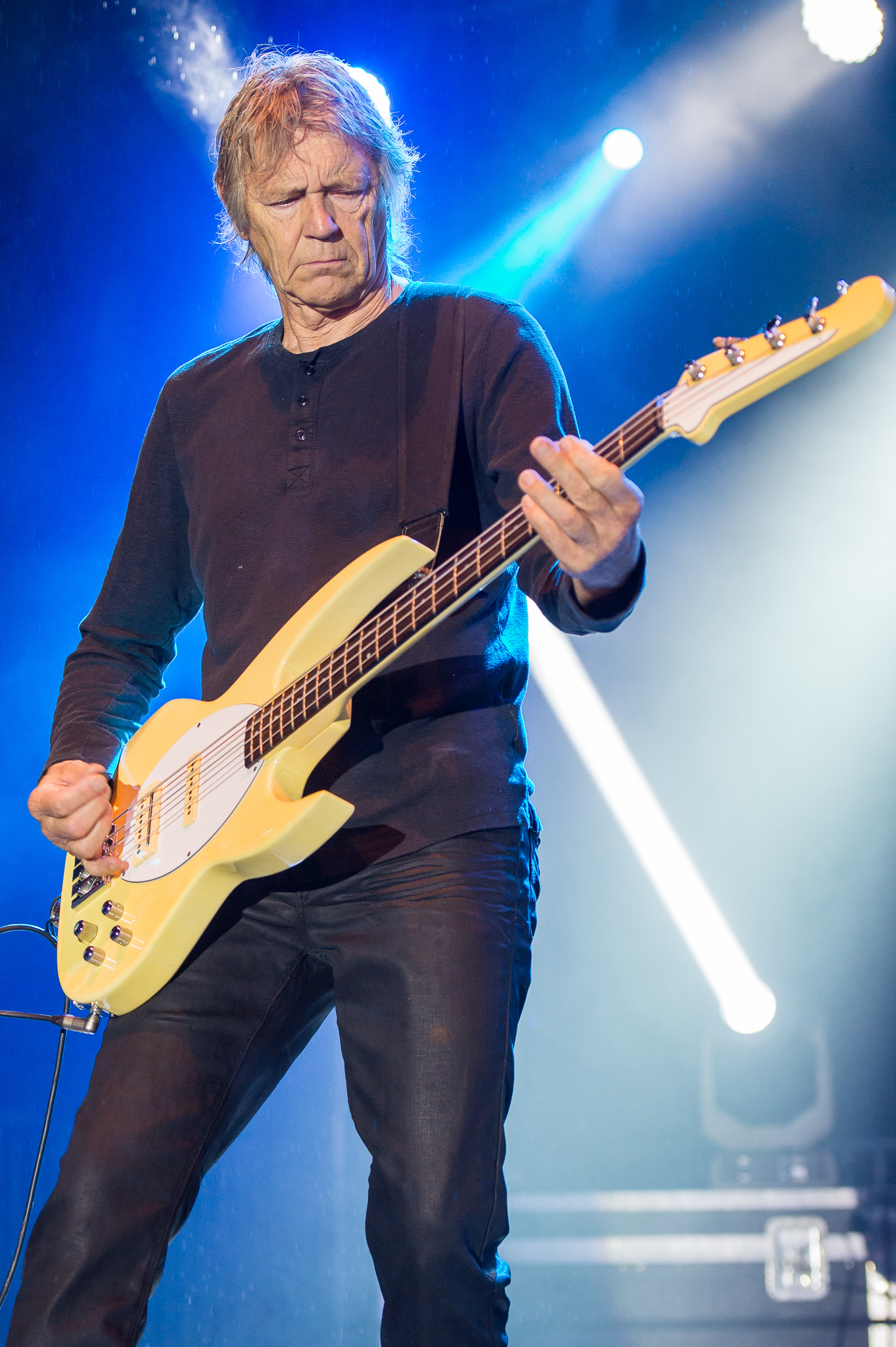
Rinus Gerritsen (2015)

Marinus (Rinus) Gerritsen (Den Haag, 9 augustus 1946) is een Nederlands muzikant. Hij is de bassist van de Haagse popgroep Golden Earring. Naast basgitaar speelt Gerritsen ook keyboard, gitaar, Moog Taurus baspedalen, mondharmonica en contrabas.

## Loopbaan
Gerritsen begon op 14-jarige leeftijd samen met zijn buurjongen George Kooymans met het maken van muziek. Hij begon als gitarist, maar omdat ze geen bassist konden vinden, ging hij basgitaar spelen. Zijn eerste eigen basgitaar (merknaam Darwin-bas) was door zijn vader gebouwd. Gerritsen was de eerste Nederlandse popmuzikant die een Danelectro-basgitaar bezat. Hij gebruikte deze gitaar tot die in 1977 tijdens de Amerikaanse tournee van Golden Earring werd gestolen, waarna zijn vader een nieuwe voor hem maakte. Deze witte dubbelnek is een combinatie van een Danelectro en een Fender.
In 1979 bracht Gerritsen in samenwerking met Michel van Dijk zijn eerste solo-album uit. Op deze lp zijn naast Gerritsen (op bas, piano en gitaar) ook Michel van Dijk (zang), Shell Schellekens (drums), Eelco Gelling en Dany Lademacher (sologitaar) en Koko Kauwsolea (percussie) te horen. Daarnaast is Gerritsen ook producer geweest voor Herman Brood en Urban Heroes en van de single Love Motor van de band Hollander. Gerritsen speelde onder andere mee op de elpee The Beast and I van Crazy Casey uit 1967  de lp Nevergreens van Robert Jan Stips uit 1976 en de Supersister cd Retsis Repus uit 2019
In 1985 richtte Gerritsen samen met Cesar Zuiderwijk de muziekwinkel Rock Palace in de Torenstraat in Den Haag op. In juni 2019 ging het moederbedrijf Keymusic van Rock Palace failliet, maar Rockpalace maakte daarna in een kleiner Haags pand een doorstart.
Op Record Store Day (19 april 2014) kwam er een 7-inchvinylsingle uit getiteld Rinus' Garage, met op kant A in samenwerking met de Belgische band Triggerfinger het nummer The Wall of Dolls en op kant B, samen met onder anderen zijn dochter Natousch Gerritsen, het nummer Annie.
Gerritsens broer, Rob, is manager van Golden Earring. Zijn zus Melanie is getrouwd met George Kooymans.
Gerritsen is geheelonthouder en vegetariër en schrijft columns voor het tijdschrift De Bassist.